# Seznam francoskih nogometnih reprezentantov
Seznam francoskih nogometnih reprezentantov.

## L
- Lucien Laurent

## V
- Patrick Vieira